# Parc national de l'Axiós-Loudías-Aliákmonas
Le parc national de l'Axiós-Loudías-Aliákmonas (en grec moderne : Εθνικό Πάρκο Αξιού - Λουδία - Αλιάκμονα), parfois dénommé parc national du delta de l’Axiós (Εθνικό Πάρκο Δέλτα Αξιού), est un parc national de Grèce, créé en 2009, constituant l'une des plus vastes zones humides protégées d'Europe. Il abrite de nombreuses espèces d'oiseaux, ainsi que l'Axios, le cheval sauvage du delta de l'Axiós.

## Géographie

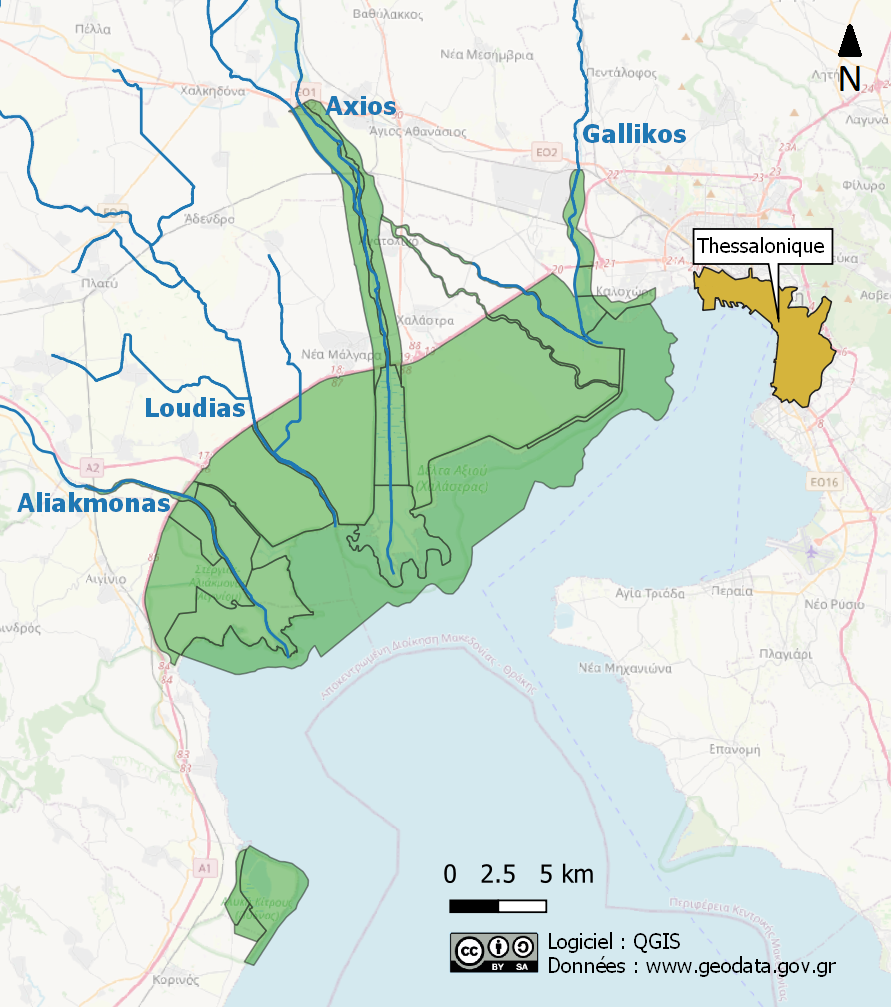
Emprise du parc national de l’Axiós-Loudías-Aliákmonas en vert et principaux fleuves se jetant dans le golfe Thermaïque au sein du parc.

Le parc national constitue l’embouchure de quatre fleuves se jetant dans le golfe Thermaïque à quelques kilomètres à l’ouest de Thessalonique :
- l’Axiós, plus long fleuve de Macédoine du Nord, forme un delta composé d’un bras principal et de deux bras secondaires en partie asséchés.
- l’Aliakmon (ou Aliákmonas), plus long fleuve de Grèce, se jette dans la mer Egée à moins de dix kilomètres au sud de l’embouchure principale de l’Axiós.
- le Loudías, communément appelé Mavronéri, termine son cours entre les deltas de l'Axiós et de l'Aliakmon. Depuis sa source dans le massif du Páiko jusqu’au golfe Thermaïque, il traverse la plaine macédonienne en partie canalisé sur 60 km.
- le Gallikós (en), à l'est, baigne la partie occidentale de l'agglomération de Thessalonique. A l’embouchure, la lagune de Kalochóri offre un milieu favorable aux populations de flamants roses.

Le parc national comprend également une zone lagunaire de près de 3 000 ha située en Piérie, au cap Atherída, à une dizaine de kilomètres au sud du delta de l’Aliakmon. Non loin de l’ancienne Pydna, cette portion géographiquement détachée du reste du parc national forme un paysage de dunes et de marais salants.

## Protection
Depuis 1975, le parc national de l'Axiós-Loudías-Aliákmonas est inscrit sur la liste des zones humides d'importance internationale établie par la convention de Ramsar de 1971. Le réseau Natura 2000 reconnait également sa valeur patrimoniale à travers l’inclusion sur la liste des zones de protection spéciale (ZPS) pour les oiseaux et la liste des zones spéciales de conservation (ZSC) des habitats naturels. Le parc figure également à l'inventaire des zones importantes pour la conservation des oiseaux de l'ONG Birdlife International.
En 1990, la pression anthropique liée au développement urbain, à l'irrigation et à la pollution des écosystèmes a conduit la Grèce à demander le classement de la zone dans le Registre de Montreux de la convention de Ramsar,. 
Le parc est confié à l'Organisme de gestion des aires protégées du golfe Thermaïque (Φορέας Διαχείρισης Προστατευόμενων Περιοχών Θερμαϊκού Κόλπου), entité à statut privé implantée à Chalástra dont le président est un représentant du ministère de l'environnement et de l'énergie.

## Flore et faune
La flore du parc ne comprend pas d'espèces endémiques ou menacées mais principalement des espèces communément observables dans les zones humides, les sols saumâtres et espaces côtiers méditerranéens. Pour autant, parmi les 370 espèces recensées, le lis maritime (Pancratium maritimum), la châtaigne d’eau (Eleocharis dulcis) et plusieurs fougères aquatiques (Salviniaceae) sont protégés.
65 espèces d’invertébrés, plus de 50 espèces de poissons (dont Pachychilon macedonicum), ainsi que 27 espèces d’amphibiens et reptiles, dont une importante population de tortues d'Hermann (Testudo hermanni boettgeri), ont été répertoriées au sein du parc national de l'Axiós-Loudías-Aliákmonas. On dénombre également 50 espèces de mammifères, dont le Souslik d'Europe (Spermophilus citellus) et le buffle du Levant (Bubalus bubalis bubalis). Enfin, 299 espèces d’oiseaux ont été documentées dans la zone (soit 66 % des espèces d’oiseaux jusqu’à présent répertoriées en Grèce), parmi lesquelles le Pélican frisé (Pelecanus crispus), la Huppe fasciée (Upupa epops), le Cormoran pygmée (Microcarbo pygmeus) et le Martin-pêcheur d'Europe (Alcedo atthis).

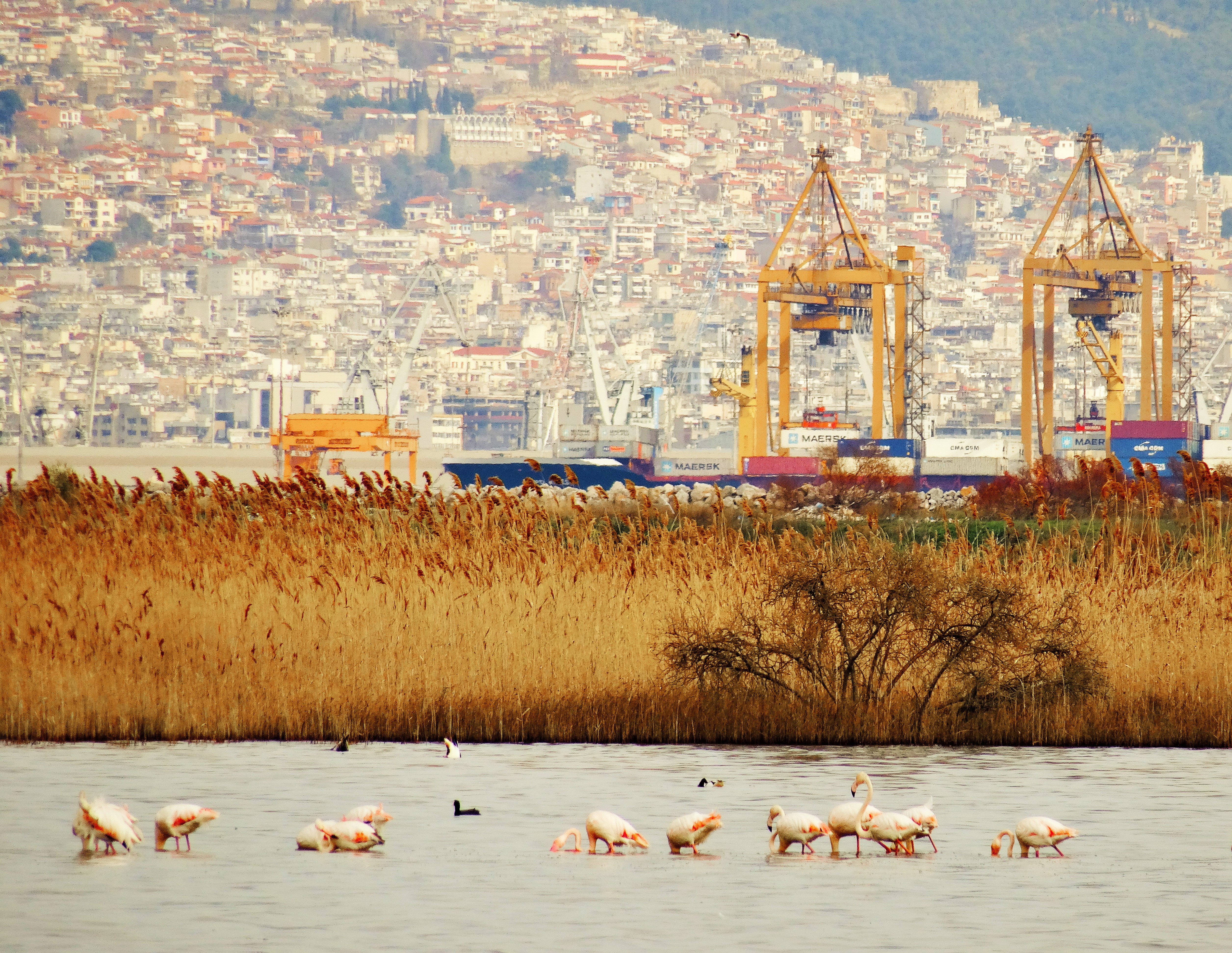
Flamants roses dans la lagune de Kalochóri, à proximité des installations portuaires de l'agglomération de Thessalonique.
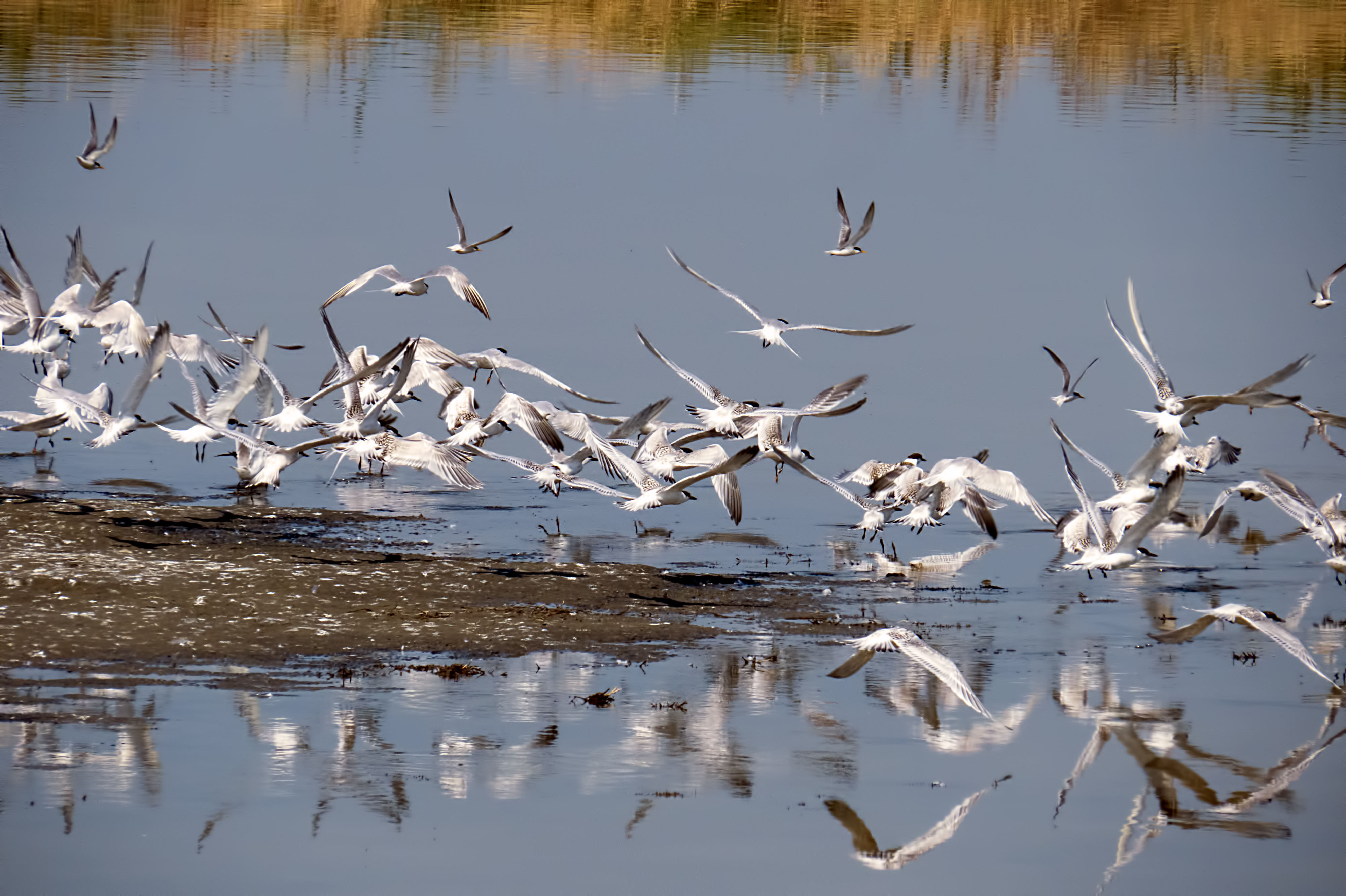
Oiseaux prenant leur envol dans le delta de l'Axiós.
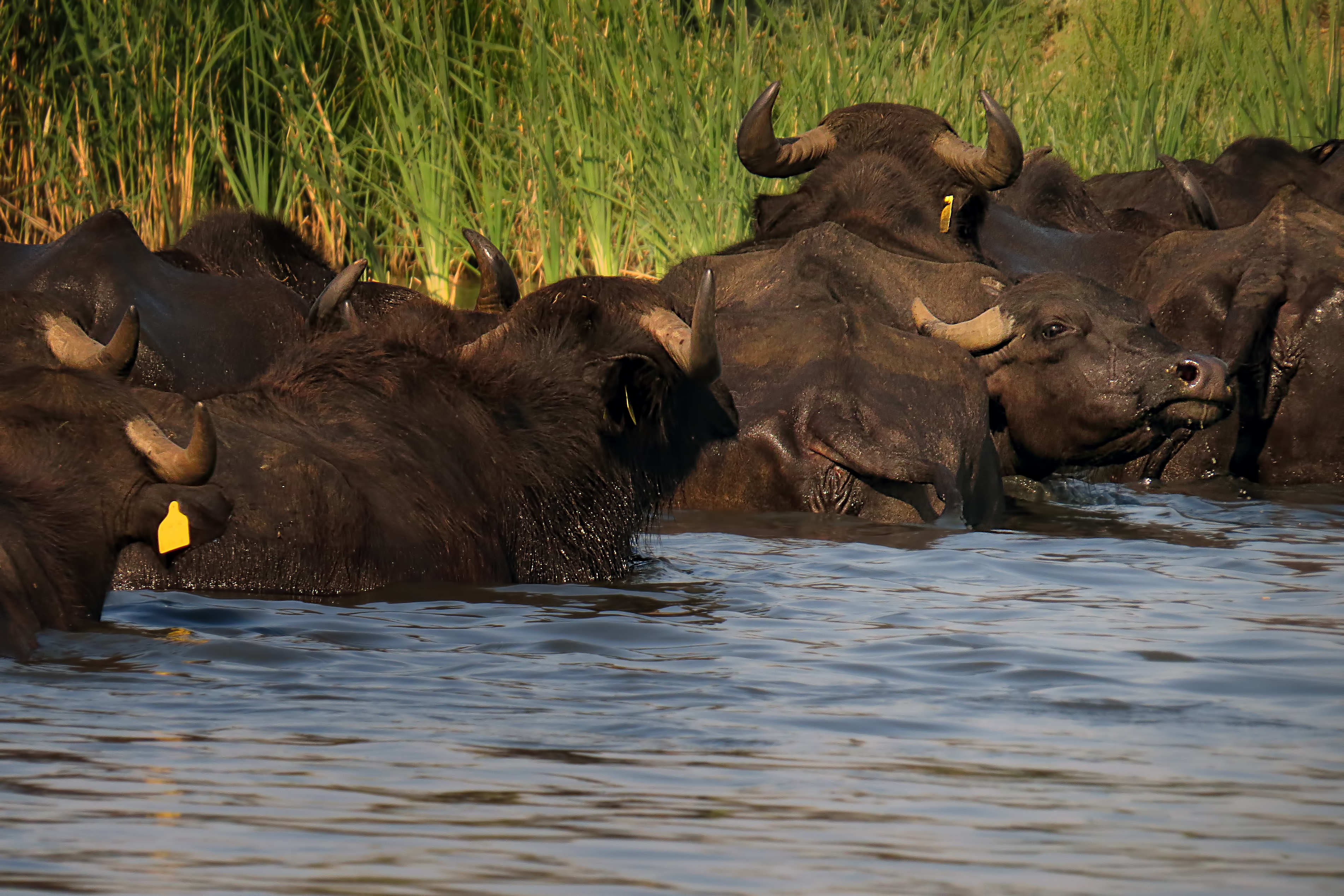
Troupeau de buffles du Levant.
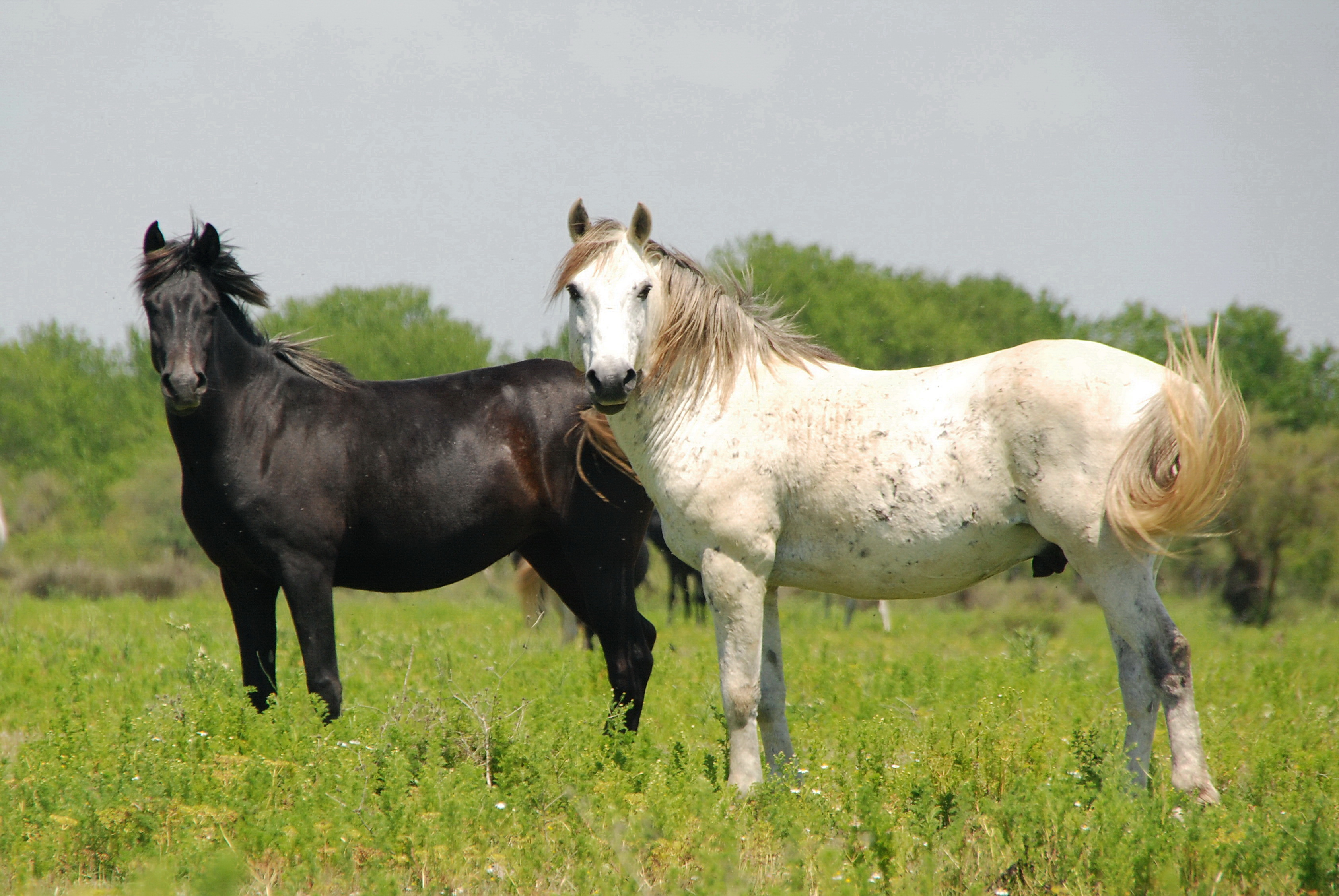
L'Axios, race de chevaux sauvages du delta.
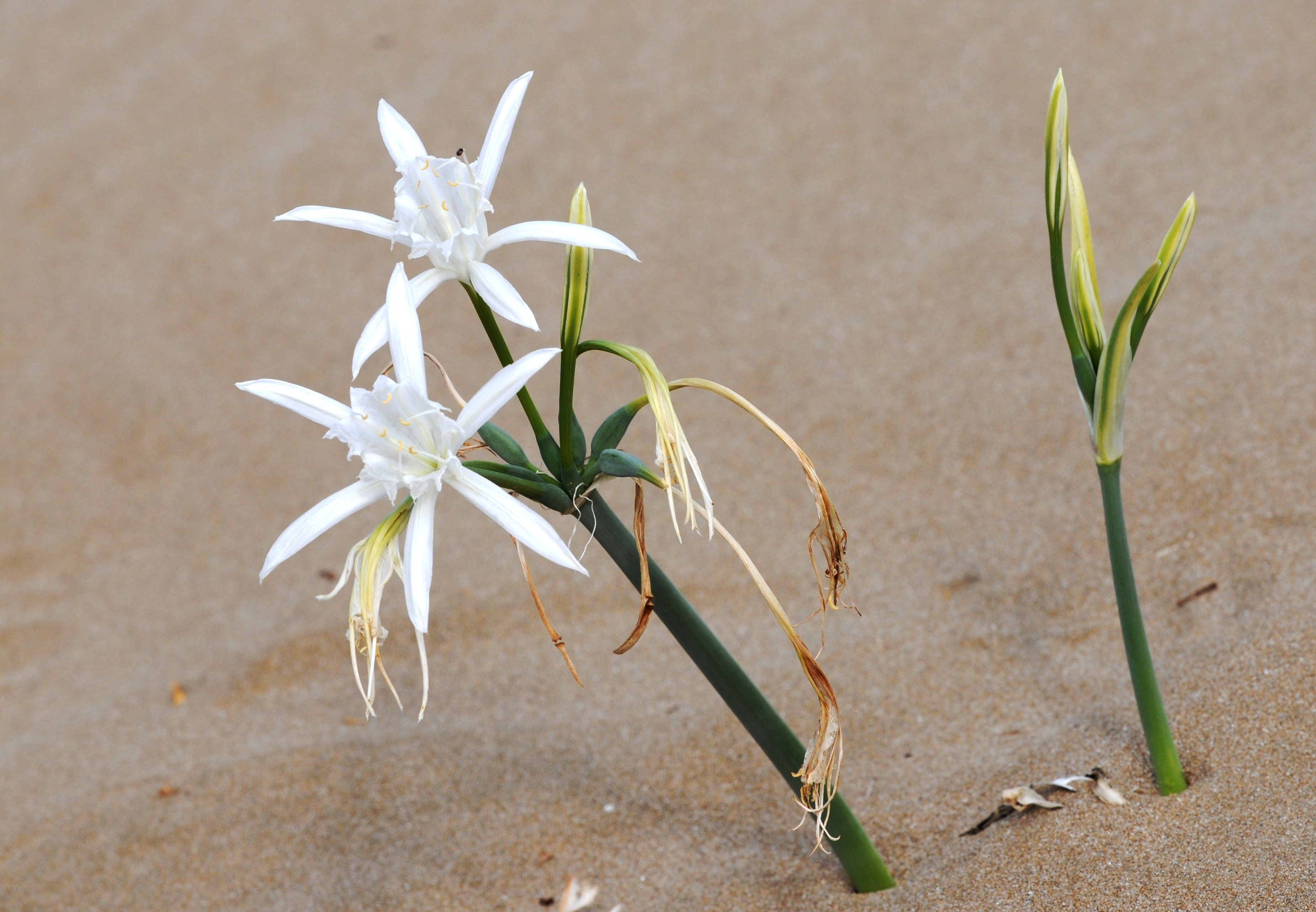
Lis maritime.